# Tomoaki Ōkubo
Tomoaki Ōkubo (大久保 智明?, Ōkubo Tomoaki; Tokyo, 23 luglio 1998) è un calciatore giapponese, centrocampista degli Urawa Reds.

## Carriera
Inizia a giocare nelle giovanili di Beetle Eleven e Tokyo Verdy, dal 2017 al 2019 fa parte della rosa della Chūō Daigaku, squadra che rappresenta l'omonima università. Nel 2019 viene ceduto in prestito agli Urawa Reds, dove però non viene impiegato per le due stagioni seguenti. Esordisce con la squadra il 2 marzo 2021, disputando l'incontro di Coppa J.League pareggiato per 0-0 contro lo Shonan Bellmare; 14 giorni dopo ha esordito in J1 League, giocando l'incontro pareggiato per 0-0 contro il Consadole Sapporo.

## Statistiche

### Presenze e reti nei club
Statistiche aggiornate al 27 aprile 2022.
| Stagione        | Squadra         | Campionato      | Campionato | Campionato | Coppe nazionali | Coppe nazionali | Coppe nazionali | Coppe continentali | Coppe continentali | Coppe continentali | Altre coppe | Altre coppe | Altre coppe | Totale | Totale |
| Stagione        | Squadra         | Comp            | Pres       | Reti       | Comp            | Pres            | Reti            | Comp               | Pres               | Reti               | Comp        | Pres        | Reti        | Pres   | Reti   |
| --------------- | --------------- | --------------- | ---------- | ---------- | --------------- | --------------- | --------------- | ------------------ | ------------------ | ------------------ | ----------- | ----------- | ----------- | ------ | ------ |
| 2019            | Urawa Reds      | J1              | 0          | 0          | CG+CdL          | 0               | 0               | ACL                | 0                  | 0                  | SG          | 0           | 0           | 0      | 0      |
| 2020            | Urawa Reds      | J1              | 0          | 0          | CG+CdL          | 0               | 0               |                    | -                  | -                  |             | -           | -           | 0      | 0      |
| 2021            | Urawa Reds      | J1              | 18         | 1          | CG+CdL          | 5+4             | 0               |                    | -                  | -                  |             | -           | -           | 27     | 1      |
| 2022            | Urawa Reds      | J1              | 23         | 1          | CG+CdL          | 2+4             | 0               | ACL                | 8                  | 0                  | SG          | 0           | 0           | 37     | 1      |
| 2023            | Urawa Reds      | J1              | 30         | 1          | CG+CdL          | 3+5             | 0               | ACL                | 4                  | 0                  | CmC         | 1           | 0           | 43     | 1      |
| Totale carriera | Totale carriera | Totale carriera | 71         | 3          |                 | 23              | 0               |                    | 12                 | 0                  |             | 1           | 0           | 107    | 3      |

## Palmarès

### Club

#### Competizioni nazionali
- Coppa dell'Imperatore: 1

Urawa Reds: 2021

#### Competizioni internazionali
- AFC Champions League: 1

Urawa Reds: 2022